# Min Bei
Min Bei är ett sinotibetanskt språk som räknas som en del av kinesiska. De flesta talarna, 10,3 miljoner (1984), bor i norra Fujian, men 4000 talare (1985) bor i Singapore.